# 苏镜宇
苏镜宇（1987年2月4日—），中国足球运动员，司职前鋒。苏镜宇原名苏博，因为婶婶认为他命中缺金，改名镜宇。

## 俱乐部生涯
苏镜宇年少时在张家口足校踢球。2001年，苏镜宇所在的梯队被上海申花买断，他成了上海申花二队的球员。他曾入选贾秀全时代的中国国青队。苏镜宇没有进入上海申花一队。2008年初，他转会河南建业。2008年11月12日中超联赛与山东鲁能的比赛中，苏镜宇在第84分钟换下徐洋，首次登上中超赛场。2009年8月30日，中超联赛客场挑战长沙金德的比赛中，苏镜宇打进一球，帮助球队3比0战胜对手，这也是他的第一个中超进球。2012年，志在冲击中甲联赛的河北中基把苏镜宇收入帐下。球队在预赛中夺得北区冠军，但是全国总决赛首轮就被湖北华凯尔淘汰，冲甲失败。2013年2月28日，苏镜宇在转会期截止当天从河北中基正式加盟中甲球队广东日之泉。